# Tadeusz Słomkowski
Tadeusz Roch Słomkowski (ur. 16 sierpnia 1899 w Podlesiu, zm. 25 marca 1936 w Wilnie) – kapitan piechoty Wojska Polskiego.

## Życiorys
Urodził się 16 sierpnia 1899 w majątku Podlesie ziemi skierniewickiej. Ukończył gimnazjum w Warszawie. Od 27 października 1918 do 14 czerwca 1919 był uczniem klasy „G” Szkoły Podchorążych w Warszawie. Po ukończeniu szkoły, w stopniu podchorążego został wcielony do Mińskiego Pułku Strzelców. 15 lipca 1919 został mianowany z dniem 15 czerwca 1919 podporucznikiem w piechocie. W tym samym miesiącu został przeniesiony do Nowogrodzkiego Pułku Strzelców. W jego szeregach walczył na wojnie z bolszewikami. Był dwukrotnie ranny (w styczniu i sierpniu 1920). Po wyleczeniu z ran służył w Lidzkim Pułku Strzelców i dywizyjnym batalionie szkolnym. W 1921 został przeniesiony do 80 Pułku Piechoty w Słonimie, w którym służył nieprzerwanie do 1936, kiedy to został przeniesiony do Korpusu Ochrony Pogranicza. 17 grudnia 1931 został mianowany kapitanem ze starszeństwem z 1 stycznia 1932 i 20. lokatą w korpusie oficerów piechoty. Zmarł 25 marca 1936 w Wilnie. Został pochowany w rodzinnym Podlesiu.

## Odznaczenia
- Krzyż Walecznych dwukrotnie[11][12]